# Metaphidippus mathetes
Metaphidippus mathetes är en spindelart som först beskrevs av Chamberlin 1925.  Metaphidippus mathetes ingår i släktet Metaphidippus och familjen hoppspindlar. Inga underarter finns listade i Catalogue of Life.